# لیز تورس
لیز تورس (انگلیسی: Elizabeth Larrieu Torres؛ زادهٔ ۲۷ سپتامبر ۱۹۴۷) یک هنرپیشه، و خواننده اهل ایالات متحده آمریکا است. وی از سال ۱۹۶۹ میلادی تاکنون مشغول فعالیت بوده‌است.

## گزیده فیلم‌شناسی
از فیلم‌ها یا برنامه‌های تلویزیونی که وی در آن نقش داشته‌است می‌توان به آثار زیر اشاره کرد.
- نیمه‌شب ماندگار (۱۹۹۸)
- پوکر آلیس (۱۹۸۷)
- شکار لاشخور (۱۹۷۹)
- خدمتکاران حیله‌گر
- دختران گیلمور
- همگی در خانواده
- کت و شلوار بستنی شگفت‌انگیز